# I Can't Hold Out
«I Can't Hold Out» («Talk to Me Baby») — пісня американського блюзового співака і гітариста Елмора Джеймса, випущена синглом у 1960 році на лейблі Chess.
Записувалася багатьма відомими блюзовими артистами, такими як Fleetwood Mac, Ерік Клептон, Сонні Сілс і Меджик Слім.

## Оригінальна версія
«I Can't Hold Out» була написана блюзовим автором пісень/аранжувальником Віллі Діксоном наприкінці 1958 і початку 1959 років в Лос-Анджелесі, коли він перебував на гастролях із Мемфісом Слімом. За словами Діксона, на написання пісні його надихнула телефонна розмова зі своєю дружиною Мері.
Сесія звукозапису відбулась 14 квітня 1960 року в Чикаго, штат Іллінойс. У ній взяли участь Елмор Джеймс (вокал, гітара), Дж. Т. Браун (тенор-саксофон), Джонні Джонс (фортепіано), Гоумсік Джеймс (гітара), Генрі «Снікі Джо» Гарріс або Сем Маєрс (ударні). Пісня була випущена у травні 1960 року на синглі (Chess 1756) із «The Sun Is Shining» на стороні «Б».
У 1968 році пісня увійшла до збірки Tough, що вийшла на лейблі Blue Horizon. У 1969 році пісня була включена до збірки Джеймса Whose Muddy Shoes під назвою «Talk to Me Baby», випущеній на Chess і до збірки To Know a Man, яка вийшла на Blue Horizon.
Пісня також пізніше стала відома під назвою «Talk to Me Baby».

## Інші версії
Пісню перезаписали інші виконавці, зокрема Fleetwood Mac для Blues Jam in Chicago (1969; у цій сесії взяв участь саксофоніст Дж. Т. Браун, який грав на оригінальній версії Елмора Джеймса у 1960 році), Хаунд-Дог Тейлор для Natural Boogie (1973), Ерік Клептон для 461 Ocean Boulevard (1974), Сонні Сілс для Live and Burning (1978), The Nighthawks (1982), Foghat (1994), Меджик Слім для Raising the Bar (2010) та ін.